# Alex Mayer
Alex Mayer, właśc. Alexandra Louise Mayer (ur. 2 czerwca 1981 w High Wycombe) – brytyjska polityk, działaczka Partii Pracy, posłanka do Parlamentu Europejskiego VIII kadencji, deputowana do Izby Gmin.

## Życiorys
Studiowała historię na University of Exeter oraz nauki polityczne na University of Leeds. Zaangażowała się w działalność polityczną w ramach Partii Pracy, została członkinią wewnątrzpartyjnej platformy politycznej National Policy Forum. Pracowała w British Heart Foundation, a od 2015 kierowała biurem poselskim jednego z deputowanych do Izby Gmin.
W wyborach w 2014 bez powodzenia kandydowała do Europarlamentu. Mandat eurodeputowanej objęła jednak w 2016 w miejsce Richarda Howitta, sprawowała go do końca kadencji w 2019. W PE dołączyła do grupy Postępowego Sojuszu Socjalistów i Demokratów. W 2024 została wybrana w skład Izby Gmin.